# Chihuahua-Maus
Die Chihuahua-Maus (Peromyscus polius) ist ein im nordwestlichen Mexiko endemisches Nagetier in der Gattung der Weißfußmäuse. Verschiedene Studien sehen sie in naher Verwandtschaft zur Unterholz-Hirschmaus (Peromyscus boylii) oder zur Pinyon-Hirschmaus (Peromyscus truei).

## Merkmale
Diese mittelgroße Weißfußmaus erreicht eine Kopf-Rumpf-Länge von 99 bis 114 mm, eine Schwanzlänge von 111 bis 120 mm und ein Gewicht von 22 bis 36 g. Die Hinterfüße sind etwa 25 mm lang und die Länge der Ohren beträgt 17 bis 19 mm. Das Fell der braunen Oberseite mit rosa Tönen ist von der Unterseite durch eine rosa Grenze getrennt. Unterseits ist weißes Fell vorhanden. Weiterhin ist der Schwanz in eine braune Oberseite und eine weißliche Unterseite aufgeteilt. Die Unterschiede zur kleineren Unterholz-Hirschmaus sind gering, was zu Verwechslungen führen kann.

## Verbreitung und Lebensweise
Die Chihuahua-Maus lebt nur in den mexikanischen Bundesstaaten Chihuahua und Durango, obwohl sie auch Sonora erreichen könnte. Sie hält sich in Gebirgen und auf Hochebenen zwischen 2100 und 2700 Meter Höhe auf. Als Habitat dienen recht trockene Wälder mit Kiefern und Eichen, Buschflächen sowie Grasländer.
Vermutlich werden, wie bei anderen Gattungsvertretern, nachts Pflanzensamen gesammelt und gefressen.

## Gefährdung
Durch Forstwirtschaft und Umwandlung der Wälder in Bergbaugebiete sind in den 20 Jahren vor 2017 schätzungsweise 20 Prozent des ursprünglichen Habitats verloren gegangen. Alle Reviere verteilen sich über ein etwa 16.100 km² großes Gebiet. Die IUCN listet die Chihuahua-Maus in der Vorwarnliste (near threatened).